# 탄융린
탄융린(譚詠麟, 영어: Alan Tam, 앨런 탐, 1950년 8월 23일 ~ )은 중화인민공화국 홍콩 특별행정구의 남성 싱어송라이터, 영화배우, 영화연출가, 영화 기획가이다.

## 생애
홍콩에서 출생하였으며 지난날 한때 중화인민공화국 광둥성 장먼 시 신후이 구에서 잠시 유아기를 보낸 적이 있는 그는 1973년 록 음악 밴드 "Wynners"의 보컬리스트로 가수 데뷔하였고 1975년 홍콩 영화 《Let's rock》의 주연으로 영화배우 데뷔하였으며 1979년 솔로 가수 데뷔하였고 1987년 홍콩 영화 《용애착이인(用愛捉伊人)》에 주연하였으며 이 영화로 영화연출가 데뷔하였고 1988년 홍콩 영화 《Woman prison》으로 영화 기획가 데뷔하였다.

## 디스코그래피

### 광동어
| 발행시기 | 앨범명                                  |
| 1979     | 《反斗星》                              |
| 1980     | 《愛到你發狂》                          |
| 1981     | 《忘不了您》                            |
| 1982     | 《愛人、女神》                          |
| 1982     | 《精裝譚詠麟》                          |
| 1983     | 《春... 遲來的春天》                    |
| 1984     | 《霧之戀》                              |
| 1984     | 《愛的根源》                            |
| 1985     | 《愛情陷阱》                            |
| 1985     | 《暴風女神 Lorelei》                    |
| 1986     | 《第一滴淚》                            |
| 1987     | 《牆上的肖像》                          |
| 1987     | 《再見吧！？浪漫》                      |
| 1988     | 《迷惑》                                |
| 1988     | 《擁抱》                                |
| 1989     | 《愛念》                                |
| 1989     | 《忘情都市》                            |
| 1990     | 《夢幻舞台》                            |
| 1990     | 《世外桃源》                            |
| 1991     | 《神話1991》                            |
| 1991     | 《迷情》                                |
| 1992     | 《情人》                                |
| 1992     | 《愛情故事》                            |
| 1992     | 《我的生命我的愛》                      |
| 1993     | 《笑看人生》                            |
| 1993     | 《情心義膽》                            |
| 1994     | 《夢幻的笑容》                          |
| 1994     | 《喜愛》                                |
| 1995     | 《伴我飛翔》                            |
| 1995     | 《實在男人》                            |
| 1996     | 《獨一無二》                            |
| 1996     | 《思前想後》                            |
| 1997     | 《永恆的珍》                            |
| 1997     | 《我們一起走過的日子》                  |
| 1997     | 《我們一起唱過的歌》                    |
| 1998     | 《在乎》                                |
| 1998     | 《飛馬》                                |
| 1999     | 《無限...感激》                         |
| 1999     | 《誰可改變15週年紀念集》                |
| 2000     | 《自選角度》                            |
| 2001     | 《愛自己》                              |
| 2001     | 《非一般的譚詠麟》                      |
| 2003     | 《不一樣的譚詠麟 - 首部曲》             |
| 2003     | 《不一樣的譚詠麟 - 二部曲》             |
| 2003     | 《左麟右李》                            |
| 2004     | 《天·地》                               |
| 2005     | 《星光大道》                            |
| 2006     | 《ALAN·聽》                             |
| 2008     | 《The Best Sound Ever Reborn-愛的根源》 |
| 2009     | 《Mr. Tam 再度感動》                    |
| 2010     | 《Rolling Power》                       |
| 2012     | 《一點光 Shine A Light》                |
| 2013     | 《708090後》                            |
| 2013     | 《男人的歌》                            |
| 2015     | 《銀河歲月》                            |

### 보통화앨범
| 발행년도 | 앨범명                     |
| 1980     | 《彈起來！唱起來！尋找》   |
| 1981     | 《你的凝望》               |
| 1988     | 《半夢半醒之間》           |
| 1988     | 《心手相連》               |
| 1989     | 《像我這樣的朋友》         |
| 1990     | 《難捨難分》               |
| 1991     | 《不滅的愛》               |
| 1992     | 《讓愛繼續》               |
| 1994     | 《青春夢》                 |
| 1995     | 《讓我們做得更好》         |
| 1997     | 《把你藏在歌裡面都為了愛》 |
| 2007     | 《最愛笑的人》             |

### 영어 한국어 일어 앨범
| 발행년도 | 앨범명                                     |
| 1984     | 《夏の寒風》（영어, 일어）                 |
| 1986     | 《Thunder Arm》（영어, 일어）              |
| 1987年   | 《Fantasy》（영어, 일어）                  |
| 1987年   | 《Hello! Solitude》（영어, 일어）          |
| 1988     | 《はなさないで》（일어）                   |
| 1993     | 《My Love》（영어, 한국어/ 김완선과 듀엣） |

### 대한민국 TV 방송
- 2016년 SBS 《불타는 청춘》 (특별출연)

### 영화
- 1987년 《용형호제》
- 1990년 《지존계상》 - 레이 역
- 1990년 《지분쌍웅》
- 1990년 《경천 12시》